# Таллинский автобус
Автобус является наиболее развитым общественным транспортом Таллина. Он представлен 72 маршрутами, которые обслуживают автобусы компаний Volvo, MAN, и Solaris. Таллинский автобус является частью системы общественного транспорта г. Таллина, а потому c 1 января 2013 года проезд на нём является бесплатным для всех пассажиров, местом жительства которых зарегистрирован г. Таллин, а также для обладающих правом на льготу жителей Эстонской Республики; платным же он является для всех остальных. Пассажирам при посадке необходимо регистрировать поездку при помощи заранее приобретённой проездной карточки Ühiskaart и так называемого валидатора для считывания информации с этой карточки. Таким же образом осуществляется оплата проезда. Множество маршрутов начинается вблизи торгового центра Viru Keskus в центре города либо в автобусном терминале под Viru Keskus.
Расписания и схемы всех маршрутов можно посмотреть в специальном разделе на сайте городского общественного транспорта.